# Aarle-Rixtelseweg
De Aarle-Rixtelseweg is een weg in het noordwesten van de gemeente Helmond en wordt gezien als de 'Goudkust' in het zuidoosten van Noord-Brabant. De lange weg is bekend met name vanwege de vele textielfabrikanten die hier eens woonden.
De laan vormt de verbinding tussen Helmond en het dorpje Aarle-Rixtel (gemeente: Laarbeek).
Voor de officiële  vaststelling van de benaming Aarle-Rixtelseweg bij raadsbesluit in 1938 is sprake van de Aarlesche straat die een bijna 2 keer zo lange uitvalsweg omvatte, inclusief de huidige Helmondseweg (het verlengde van de Aarle-Rixtelseweg in Aarle-Rixtel) en de Wesselmanlaan (het verlengde van de Aarle-Rixtelseweg in Helmond).
Aan het begin van de huidige weg ligt aan de zuidzijde het park de Warande.

## Historie
Vanaf het einde van de 19e eeuw vestigden zich hier diverse ondernemers, met name textielfabrikanten, vooral vanwege het groen en de rust. Voorheen stond hier alleen een aantal boerenbedrijven.
Aan deze weg wonen of woonden onder andere de volgende families: 
- van Asten
- Aukes (Edah)
- Carp
- Fentener van Vlissingen
- van de Kimmenade
- van der Lande
- Suurland
- Swinkels (Bavaria)
- van Thiel (Nedschroef)
- Vroom
- Wesselman van Helmond
- de Wit

Het bekendste huis dat hier stond, was "Peapark".

## Tegenwoordig
Anno 2021 zetelen in diverse oude villa's kantoren, waaronder de "Wesselman Groep", BDO Camps Obers en Indicator.

## Huizen Aarle-Rixtelseweg

### Aarle-Rixtelseweg 1
Voormalig huize Peapark - sinds de sloop ervan bestaat dit adres niet meer - , er is een dierenpark ("Warande") voor in de plaats gekomen. De luxe villa werd naar een ontwerp van de Tilburgse architect August van Spaendonck gebouwd in 1914. Deze villa telde onder meer 45 vertrekken, een toren van 27 meter hoog, een fundering van 8 meter diep, statige trappen, bordessen, een garage, een koetshuis, geflankeerd door pergola’s, vijvers en fonteinen. Na enkele jaren leegstand werd het in 1928 alweer afgebroken door de nieuwe eigenaar. Het verhaal van de hoofdbewoner, Piet de Wit (textielbaron) en zijn gezin is diverse malen gebruikt voor boeken, films en toneelstukken.

### Aarle-Rixtelseweg 2
Bijzonder hoekhuis (Aarle-Rixtelseweg / Julianalaan) met tevens een rijksmonumentale status. Dit huis werd ca. 1926 gebouwd in opdracht van de familie Aukes.

### Aarle-Rixtelseweg 14

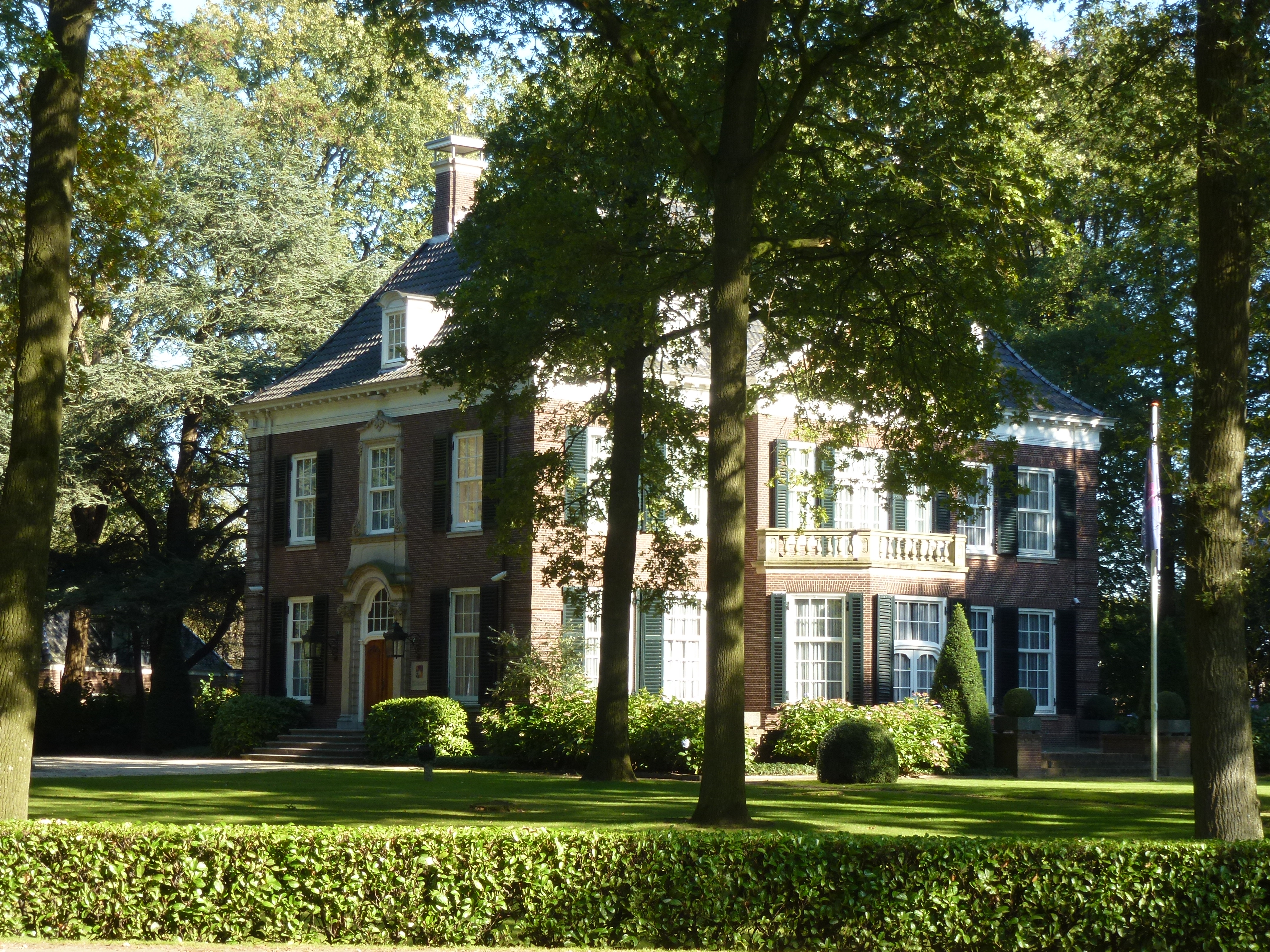
Aarle Rixtelseweg 14 Helmond

Villa in de stijl van een achttiende-eeuwse buitenplaats aan de Vecht. Ontworpen door architect Andries de Maaker en gereed gekomen in 1930, gebouwd in opdracht van de familie A. van Thiel-Coovels. Sinds 1985 zetelt er een accountants- en trustkantoor in ("De Wesselman Adviesgroep"). Achter de villa werd nog een extra kantoorgebouw in één laag neergezet van de hand van architect Herman Magis. Het won de architectuurprijs 1997 van de stad Helmond. Zie voor meer informatie: familie Van Thiel. Dit voormalige woonhuis is een rijksmonument.

### Aarle-Rixtelseweg 25
Villa van de Kimmenade gebouwd naar ontwerp van architect (W.A.) Willem Maas (1897-1950). Dit grote witgeschilderde landhuis met bijzonder groot oppervlak dateert van 1941. 

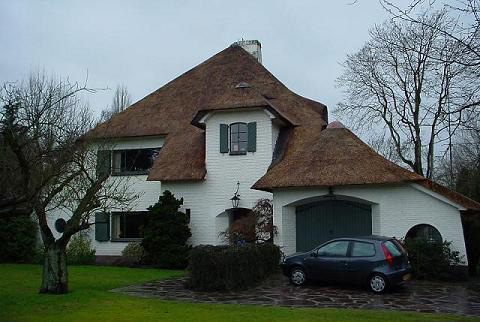
Aarle-Rixtelseweg 25

 Bijzonder aan het landelijke huis zijn met name de stalen kozijnen en deuren. Ook ontwierp de architect de kroonluchters, trapleuningen, smeedijzeren lampen en zelfs wastafels voor het landhuis. In het landhuis zijn tevens diverse glas-in-loodramen te zien, die zijn gemaakt door Pieter Wiegersma. Voor een betere ontvangst van zakenlieden werden echter wel diverse veranderingen aan het landhuis gemaakt. De tuin heeft een oppervlakte van ongeveer 13.500 m².

### Aarle-Rixtelseweg 55
Het Weversnest is een Engels landhuis, wat ook weleens het kleine kasteeltje of het huis met de toren wordt genoemd. Het werd in 1958 onder architectuur gebouwd in opdracht van een textielondernemer. Typerend voor het  bouwen eind jaren 50 is de creatie van een rookkamer. De tuin met veel eikenbomen beslaat een oppervlakte van ongeveer 8.000 m².

### Aarle-Rixtelseweg 63
De Carp Villa, gebouwd naar ontwerp van Teeuwisse, en uitgewerkt door zijn assistent Joop Crouwelin 1921, geheel in stijl van het expressionisme en de Amsterdamse school.

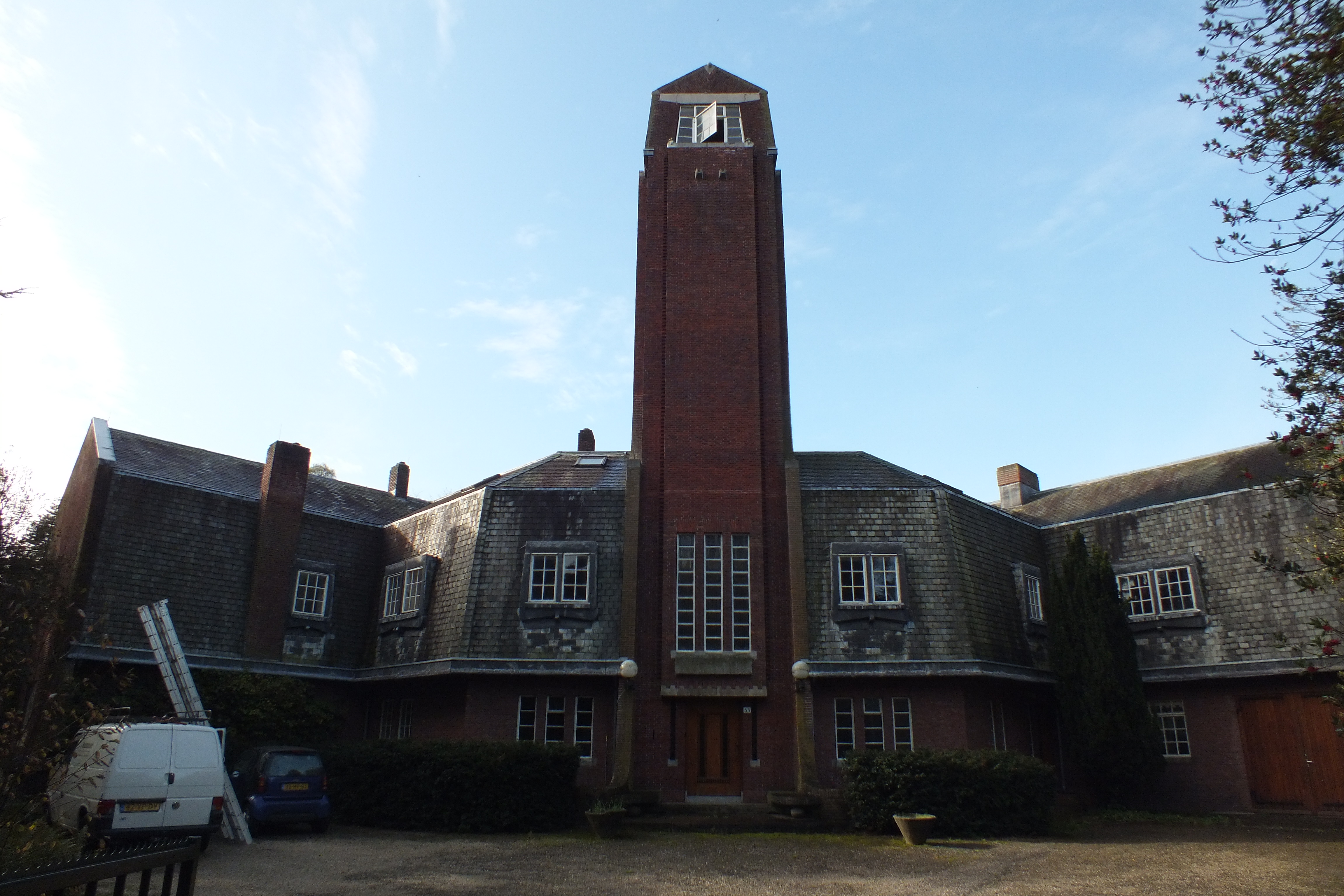
Aarle-Rixtelseweg 63

 Met een vloeroppervlak van ongeveer 1070 m², zeker een van de grotere huizen van deze weg. Veel groen marmer en glas in lood. Voornamelijk de toren lijkt op het door Berlage ontworpen Jachtslot Sint Hubertus. De tuin van de villa bedraagt thans ongeveer 8000 m², deze was vroeger veel groter. Na de familie Carp werd de villa halverwege de jaren vijftig betrokken door de artsenfamilie J. van der Ven-Van Hapert. Begin jaren tachtig kwam de villa in handen van het architectenbureau Magis-Witlox. Het woonhuis en de bijbehorende dienstgebouwen zijn sinds 2000 een rijksmonument. Het hoofdgebouw dient anno 2021 wederom voor particuliere bewoning.

### Aarle-Rixtelseweg 65

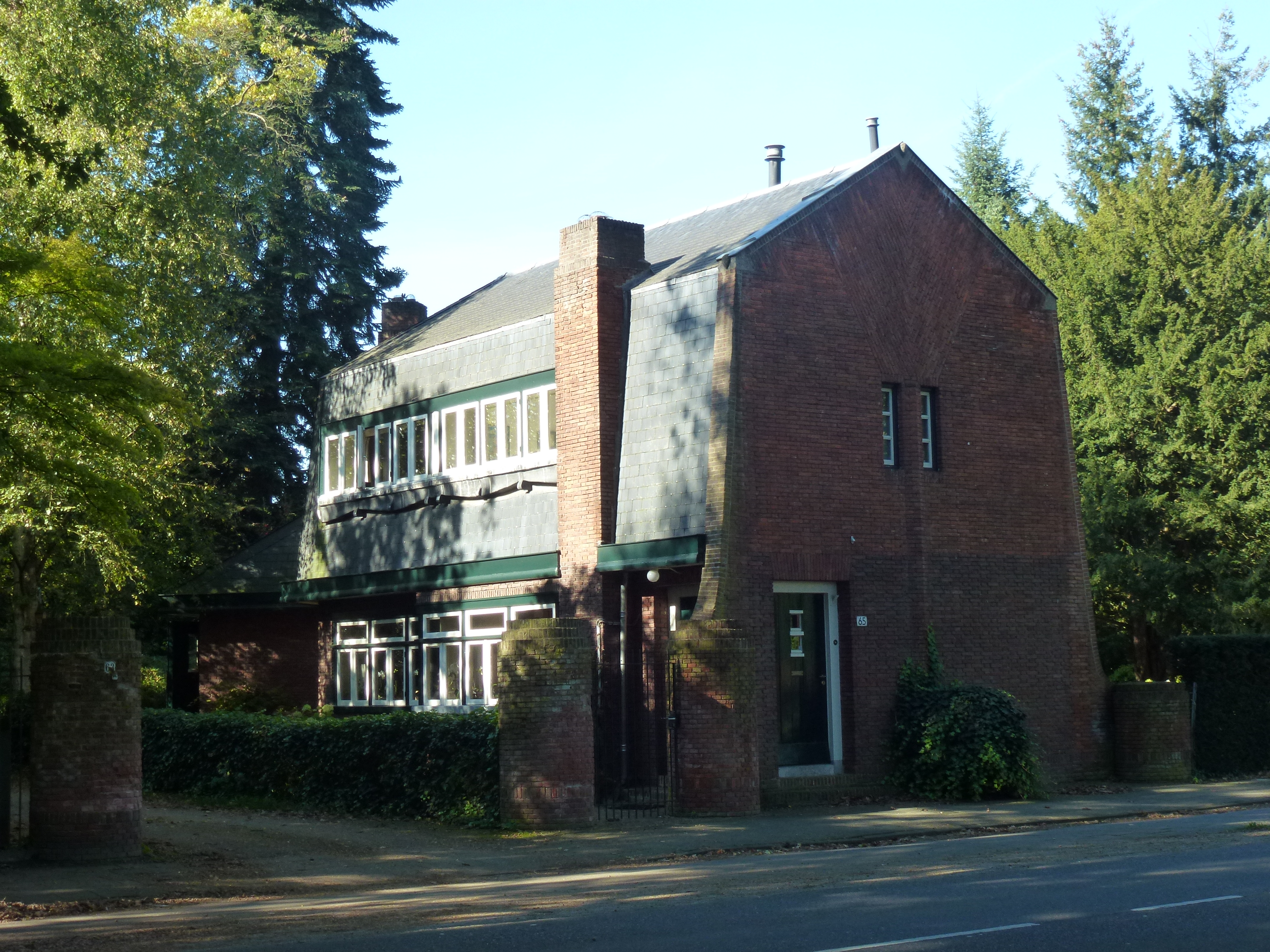
Aarle Rixtelseweg 65 Helmond

Dit is de dienstwoning, behorende bij de Carp Villa. Dit huis, geheel in stijl van het woonhuis heeft tevens de status van rijksmonument.

### Aarle-Rixtelseweg 76
Het Landhuis, charmante villa op een voormalig landgoedje van de familie Fentener van Vlissingen. De villa heeft een rieten kap met grote kelder. Diverse verbouwingen zorgden ervoor dat het werkelijke innerlijk van de villa niet meer valt terug te zien. Op het voormalig landgoed staan tevens bijgebouwen waaronder een dienstwoning, stallen, een boerderij en een koetshuis (Aarle-Rixtelseweg 78). Een kopie van het huis werd op Aarle-Rixtelseweg 101 gebouwd. Het huis staat momenteel  op een perceel van ongeveer 7.000.
De film Het Wapen van Geldrop, met onder meer Katja Schuurman in de hoofdrol werd onder andere in deze villa opgenomen.

### Aarle-Rixtelseweg 78
Dit onderdeel van het landhuis (~ dienstwoning, stallen en koetshuis) bevindt zich momenteel  onder dit adres, het perceel beslaat ongeveer 10.500 m². Ook dit huis is vandaag de dag in het bezit van de familie Van de Kimmenade. (zie verder Aarle-Rixtelseweg 76)

### Aarle-Rixtelseweg 97
Niet ver van kasteel Croy gelegen grote villa. De markante villa werd in 1967 gebouwd door de architect Peer Bedaux. De tuin beslaat ongeveer 25.000 m².

### Aarle-Rixtelseweg 101
Kopie van Het Landhuis dat op Aarle-Rixtelseweg 76 staat. De tuinen met grote vijverpartijen beslaan zo'n 32.000 m². Het huis heet De Beemd. De Beemd heeft tevens de status van rijksmonument. (Zie verder Aarle-Rixtelseweg 76.)

### Aarle-Rixtelseweg 107
Hier staat een uit het eind van de 19e eeuw daterende herberg met de naam Schevelingen. De herberg heeft de status van rijksmonument en heeft tevens de oudste horeca vergunning ooit uitgegeven door de gemeente Helmond. 

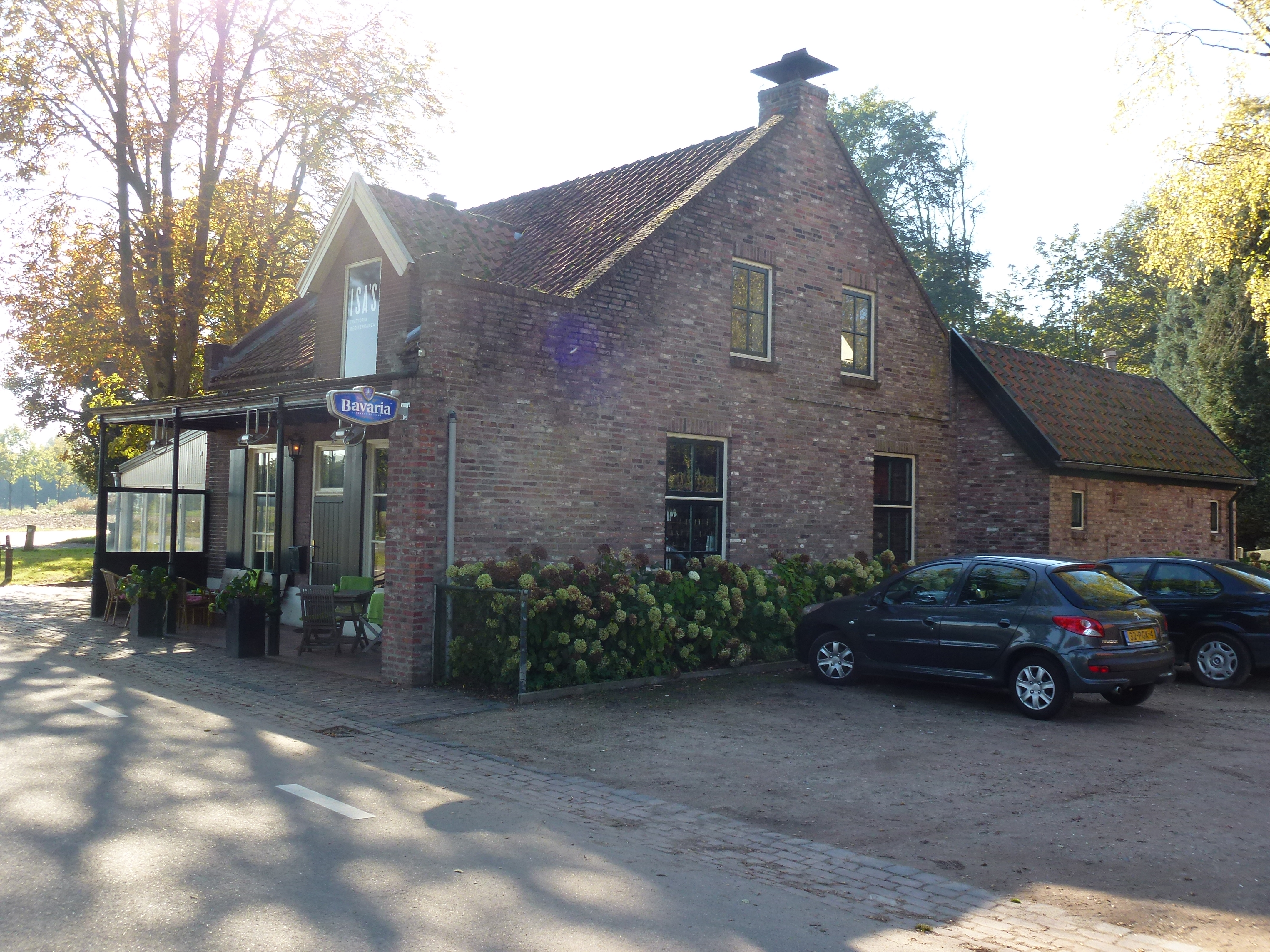
De Schevelingse in-Loop, voorheen Schevelingen (de naam is afgeleid van het watertje achter het pand, de Schevelingse Loop)

## Huizen Helmondseweg

### Helmondseweg 13
De bijzondere en grote villa werd gebouwd in 1966 onder architectuur. Het perceel heeft een oppervlakte van ongeveer 5500 m².